# Fodina hypercompoides
Fodina hypercompoides är en fjärilsart som beskrevs av Walker 1865. Fodina hypercompoides ingår i släktet Fodina och familjen nattflyn. Inga underarter finns listade i Catalogue of Life.